# Parler
Parler (Па́рлер, от фр. parler, «говорить») — американский сервис микроблогов и социальная сеть. Ряд СМИ характеризуют «Parler» как социальную сеть, имеющую значительную пользовательскую базу сторонников консервативных взглядов, последователей теорий заговора и ультраправых экстремистов. Социальная сеть позиционирует себя как альтернативу «Twitter». Главной особенностью данной платформы является её популярность среди людей, выступающих против политики модерации.
В первые месяцы с момента запуска социальной сети её пользовательская база росла быстрыми темпами. После сообщений о том, что «Parler» служил средством координации между участниками штурма Капитолия в 2021 году , несколько компаний отказались сотрудничать с соцсетью. Среди них — «Apple» и «Google», удалившие мобильное приложение из своих магазинов приложений. 11 января «Amazon Web Services» прекратил размещение сайта «Parler» в своём облачном сервисе. После этого сайт и приложение социальной сети стали недоступными для пользователей. По словам сотрудников «Parler», на момент отключения соцсеть имела порядка 15 миллионов пользователей. 15 февраля «Parler» возобновил работу благодаря переносу хостинга на «Epik». 17 мая приложение вернулось в «App Store», а 2 сентября 2022 года —  в «Google Play».
Основатель Джон Матце-младший являлся генеральным директором «Parler» до 29 января 2021 года, после чего, он был уволен правлением компании, которое, по его мнению, контролировалось другим сооснователем Ребеккой Мёрсер. С февраля по май обязанности генерального директора исполнял Марк Мёклер. Позднее эту должность занял Джордж Фармер. В сентябре 2022 года «Parler» объявил о реструктуризации: переходе под руководство новой материнской компании Parlement Technologies Inc. В октябре материнская компания предоставила разрешение на покупку социальной сети американским рэпером Канье Уэстом. В декабре стало известно, что рэпер отказался от завершения сделки.

## История
В 2018 году Джон Матце-младший и Джаред Томсон основали компанию Parler (фр. «говорить»). В ноябре 2020 года стало известно, что Ребекка Мёрсер так же является сооснователем компании. Вплоть до января 2021 года Матце-младший являлся главным исполнительным директором компании, а Томсон — главным технологическим директором. Оба являются выпускниками Денверского университета совместно со многими другими старшими сотрудниками «Parler».

### 2018—2019
Запуск социальной сети состоялся в августе 2018 года. В мае 2019 года её аудитория выросла до 100 000 пользователей. В декабре 2018 года твит консервативной активистки Кэндис Оуэнс способствовал единовременному привлечению порядка 40 000 новых пользователей, что привело к сбою в работе серверов. В числе первых пользователей — руководитель кампании Трампа Брэд Парскейл, сенатор от штата Юта Майкл Ли и адвокат Трампа Рудольф Джулиани. Тогда же Матце-младший заявлял, что первоначально он хотел, чтобы «Parler» был платформой для обеих основных партий, однако впоследствии компания сосредоточила свои маркетинговые усилия на привлечение сторонников консервативных течений, так как существенная часть новых пользователей была приверженцами именно этой направленности.
В июне 2019 года руководство Parler заявило, что пользовательская база приложения более чем удвоилась в связи с регистрацией около 200 000 аккаунтов из Саудовской Аравии. В основном это были сторонники наследного принца Саудовской Аравии Мухаммеда ибн Салмана, которые перешли из «Twitter» из-за чрезмерного, по их мнению, цензурирования сообщений на данной платформе. Сообщалось об удалении модераторами «Twitter» сотни аккаунтов, так как они были признаны «неаутентичными», продвигавшими интересы саудовского правительства. Резкий приток новых аккаунтов вызвал перебои в обслуживании серверов.

### 2020
В середине 2020 года произошёл резкий рост зарегистрированных пользователей. Это было вызвано тем, что в мае «Twitter» отметил некоторые твиты президента Дональда Трампа о голосовании по почте, в которых содержалось осуждение данной формы волеизъявления, как «потенциально вводящие в заблуждение». Многие пользователи негативно восприняли данные обстоятельства и заявили о прекращении ведения своих страниц на данной платформе. Тогда же «Parler» опубликовал «Декларацию независимости Интернета», смоделированную по образцу Декларации независимости Соединенных Штатов, и начал использовать хэштег #Twexit (ссылка на Brexit). Тем самым Parler стремился переманить часть пользователей «Twitter», заявляя о недопустимости цензурирования приверженцев консервативного толка. 16 июня Дэн Бонджино объявил о приобретении доли собственности в «Parler», желая привлечь ещё большее число пользователей и «дать отпор» двум лидерам сегмента «Twitter» и «Facebook». 18 июня Брэд Парскейл, руководитель кампании Трампа, поддержал «Parler» на своей странице в «Twitter», написав: «Эй, @twitter, твои дни сочтены».
24 июня «The Wall Street Journal» сообщила, что кампания Трампа ищет альтернативы социальным сетям, которые ограничили возможность в продвижении и рекламе кандидатуры президента. В число возможных альтернатив был включён и «Parler». Начиная с середины 2020 года «Parler» вёл переговоры с «The Trump Organization», предлагая 40 % акций социальной сети в обмен на то, что Трамп сделает «Parler» своей основной платформой. В рамках сделки Трамп обязался размещать весь свой контент в «Parler» по крайней мере за четыре часа до публикации его в других социальных сетях. По сообщениям, офис юрисконсульта Белого дома приостановил переговоры из-за того, что такое партнёрство нарушало бы этические нормы до тех пор, пока Трамп был президентом.
25 июня сенатор Техаса Тед Круз опубликовал видео на «YouTube», в котором обвинил социальные медиа-платформы в том, что они «принудительно заставляют замолчать тех, с кем они не согласны», и объявил, что «гордится тем, что присоединился к Parler». Другие республиканские политические деятели также выразили желание присоединиться, включая члена Палаты представителей от штата Огайо Джима Джордана, конгрессвумен от штата Нью-Йорк Элизу Стефаник, и бывшего постоянного представителя США при ООН Никки Хейли.
13 июля президент Бразилии Жаир Болсонару присоединился к Parler. До этого его сын Флавиу высказался в поддержку «Parler» в «Twitter». В результате в июле «Parler» ощутил существенный прирост новых пользователей из Бразилии. Сообщалось, что бразильские пользователи составили более половины всех подписок «Parler» в том месяце.
Заметный рост числа новых пользователей «Parler» наблюдался по прошествии президентских выборов 2020 года в США. Основную часть из них составили сторонники Трампа, обеспокоенные тем, что их посты в основных социальных сетях стали подвергаться жёсткому цензурированию, особенно сообщения о возможных фальсификациях на выборах.
Приложение было установлено около одного миллиона раз в течение недели после дня выборов и заняло первое место в числе самых популярных бесплатных приложений как в «App Store», так и в «Google Play Store». Сайт «The Verge» сообщал, что «Parler» стал «точкой притяжения для сторонников консервативных течений, выражающих своё возмущение относительно результатов выборов», включая движение «Stop the Steal» (англ. «Остановите кражу»), приверженцы которого утверждали, что на президентских выборах имело место широко распространённое мошенничество. В декабре данный всплеск активности в значительной степени уменьшился и количество новых пользователей приложения вернулось к цифрам, аналогичным тем, что были до выборов. Согласно анализу исследователей из Стэнфорда, опубликованному 28 января 2021 года, во время выборов «Parler» регистрировал 7029 новых пользователей в минуту.

### 2021
8 января 2021 года после беспорядков в Вашингтоне приложение «Parler» было временно исключено из списка приложений «Google» («Play Store»). Сервис объяснил это тем, что «Parler» не способен исключить возможность публикации «нежелательного контента» (англ. objectionable content). «Google» посчитал, что сообщения, размещённые на просторах социальной сети, «подстрекают к насилию и создают угрозу общественной безопасности». Позднее к блокировке присоединился и «App Store». На своей странице в «Parler» Матце-младший написал, что социальная сеть не намерена «поддаваться давлению» и обвинил «Apple» в недобросовестной конкуренции.
Компания облачных коммуникаций «Twilio» прекратила обслуживание «Parler», из-за чего система двухфакторной аутентификации  перестала работать; «Okta» также отказала соцсети в доступе к службе управления идентификацией, в результате чего «Parler» потерял доступ к некоторым своим программным средствам. Кроме того, «ScyllaDB» разорвала отношения с «Parler», который использовал разработанную компанией одноимённую корпоративную базу данных.

#### Отключение от хостинга
11 января «Amazon Web Services» прекратил размещение сайта «Parler» в своём облачном сервисе. Причиной прекращения хостинга было названо обнаружение в этой соцсети 98 постов с призывами к насилию. После этого сайт и приложение «Parler» стали недоступными для пользователей. В результате, «Parler» обратился с иском против «Amazon» в окружной суд Западного округа штата Вашингтон. Десять дней спустя судья Барбара Ротштейн вынесла решение в пользу «Amazon». В марте «Parler» подал новый иск, в котором утверждалось, что «Amazon» нарушил условия контракта. 17 сентября 2021 года Ротштейн удовлетворила иск «Parler», тем самым передав дело в Верховный суд округа Кинг.
Сообщалось, что после отключения пользователи «Parler» перешли на альтернативные платформы, среди них — «BitChute, «Clapper», «CloutHub», «DLive, «Gab», «MeWe», «Minds», «Rumble» и «Wimkin, а также на сервисы зашифрованных сообщений — «Telegram» и «Signal».

#### Отставка Матце-младшего
29 января 2021 года правление «Parler» во главе с Ребеккой Мёрсер приняло решение об отставке Джона Матце-младшего с поста генерального директора. Матце направил сотрудникам «Parler» служебную записку, в которой заявил, что «не участвовал в этом решении» и что на протяжении последних месяцев он «сталкивался с сопротивлением [его] видению продукта, [его] твёрдой вере в свободу слова и [его] взгляду на то, как следует развивать Parler». В интервью Матце отметил, что его предложение внедрить политику модерации для удаления нежелательного контента было отклонено Мёрсер.
Директор по стратегии «Parler» Эми Пейкофф в заявлении «Fox News» охарактеризовала служебную записку Матце как «неточную и вводящую в заблуждение», хотя и не уточнила, против каких конкретно заявлений она возражает. В свою очередь, Дэн Бонджино опубликовал видео, в котором обвинил бывшего генерального директора в «плохих решениях», приведших к отключению «Parler».
19 февраля «Parler» заблокировал аккаунт Матце, однако восстановил его позже в тот же день после того, как «BuzzFeed News» обратился к представителям «Parler» за комментариями. Блокировка последовала после того, как Матце опубликовал пост, в котором спросил своих подписчиков, какова, по их мнению, «справедливая рыночная стоимость» компании. 22 марта Матце подал иск против правления «Parler», утверждая, что Ребекка Мёрсер и другие члены правления компании участвовали в заговоре, имевшем цель лишить Матце его доли в «Parler».

#### Возвращение
9 января 2021 года Матце написал, что «Parler» может быть недоступен в течение недели, поскольку социальная сеть нуждалась в «восстановлении с нуля» и переходе к новому поставщику услуг. 13 января в интервью агентству «Reuters» Матце сказал, что не знает, вернётся ли «Parler». 17 января на главной странице сайта появилось сообщение о возвращении соцсети «в ближайшее время».
10 января Parler перенёс хостинг на «Epik». Отмечалось, что благодаря этому шагу «Amazon Web Services» снова косвенно предоставляла услуги «Parler», поскольку «Epik» использует AWS для размещения своих DNS-серверов. 17 января сайт «Parler» вновь заработал. Провайдер веб-хостинга «Parler» был неизвестен, однако было известно, что веб-страница получала защиту от DDoS-атак от российской компании по предоставлению облачных сервисов «DDoS-Guard».
15 февраля «Parler» полностью возобновил работу, в том числе благодаря финансовой поддержке Мёрсер. Сообщения пользователей, опубликованные ими до отключения сервиса, не сохранились. Новым хостером «Parler» стала компания «SkySilk Cloud Services», базирующаяся в Лос-Анджелесе. В «SkySilk» заявили, что, по их мнению, «Parler» «предпринимает необходимые шаги для лучшей модерации своей платформы».
25 февраля «Apple» отклонила запрос «Parler» о возвращении приложения в «App Store», придя к выводу, что изменения, внесённые «Parler» в условия предоставления услуг, являются недостаточными. В «Apple» добавили, что «простой поиск выявляет крайне нежелательный контент, включая легко идентифицируемое оскорбительное использование уничижительных терминов, касающихся расы, религии и сексуальной ориентации, а также нацистской символики». Весной 2021 года приложение «Parler» всё же вернулось в «App Store» при условии ужесточения модерации агрессивных материалов.

### 2022
В сентябре 2022 года «Parler» позволили вернуться в «Google Play». В октябре 2022 года «Parler» заключил принципиальное соглашение с рэпером Канье Уэстом о покупке компании, однако в декабре стало известно, что рэпер отказался от завершения сделки.

### 2023
В апреле 2023 года Parler приобрела медиакомпания Starboard и сразу же после покупки закрыла сервис. Новые владельцы объяснили это проведением «стратегической оценки» актива.